# Пирх, Отто Карл Лоренц фон
Отто Карл Лоренц фон Пирх (нем. Otto Karl Lorenz von Pirch; 23 мая 1765, Штеттин — 26 мая 1824, Берлин) — прусский генерал-лейтенант, активный участник Наполеоновских войн, брат Георга Дубислава фон Пирха (1763—1838), также генерал-лейтенанта.

## Биография
Из дворянской семьи фон Пирх, давшей целый ряд военачальников. Сын прусского генерала от инфантерии Отто фон Пирха (1733—1813) и его первой жены Шарлотты Фридерики, урождённой фон Винкельманн (1740—1781).
Отто Карл Лоренц был записан в армию в 1775 году (в десятилетнем возрасте) и числился капралом в полку своего отца. К 1781 году он «дослужился» до прапорщика, и, вероятней всего, с этого года фактически и поступил на службу. К 1787 году фон Пирх был младшим лейтенантом и принял участие в войне за Баварское наследство.
В период французских революционных войн служил, в основном, на штабных должностях.
В 1806 году фон Пирх участвовал в разгромной для Пруссии битве при Ауэрштедте, после которой был назначен в комиссию по расследованию причин поражения.
В 1809 году фон Пирх был назначен гувернёром прусских принцев Вильгельма и Фридриха. Находясь на этой придворной должности, он получил звание подполковника в 1810 году и полковника в 1812 году. В 1813 году он сопровождал принца Фридриха на театр боевых действий в штаб-квартиру сперва Блюхера, а затем Йорка. В июне 1813 года фон Пирх был произведен в генерал-майоры. После битвы при Лейпциге он стал командиром бригады и в составе войск Блюхера переправился через Рейн. Ему было поручено взять штурмом небольшую французскую крепость Витри, однако, пока шла подготовка к штурму, французы покинули крепость. 11 февраля фон Пирх был ранен в ногу в битве при Монмирале, после чего отправился для лечения в тыл.
Выздоровев когда война уже окончилась, фон Пирх временно возглавил корпус Йорка, когда Йорк отправился в Великобританию с королём. В апреле 1815 года он сдал командование. Во время Ста дней Отто фон Пирх во главе бригады сражался при Линьи и при Ватерлоо, где его солдаты захватили у французов 14 пушек. После сражения, во время беспорядочного отступления французов, он захватил небольшую крепость Филиппвиль. 3 сентября 1815 года фон Пирх принял участие в прусском параде победы на Марсовом поле в Париже. После чего, 16 октября 1815 года, из-за последствий ранения (полученного при Монмирале) вышел в отставку.
Однако, в 1817 году он был назначен членом, а в 1819 году председателем прусской Комиссии о наградах. 26 декабря 1819 года фон Пирх был официально восстановлен в армии в качестве главного директора кадетских корпусов, общевойскового училища и председателя военно-учебной комиссии. Ему подчинялись все военно-учебные заведения в Прусском государстве.
Пирх имел ряд наград, в частности, был кавалером ордена Красного орла 1-го класса и рыцарем ордена Pour le Mérite с дубовыми листьями.
Пирх всю свою жизнь оставался холостым. Он был похоронен рядом со своим братом на кладбище Инвалиденфридхоф в Берлине (могила сохранилась).

## Награды
Королевства Пруссия:
- Орден Красного орла 3-го класса (18 января 1810)
- Железный крест 2-го класса (1813; за сражение на реке Кацбах)
- Железный крест 1-го класса (1813[2])
- Орден «Pour le Mérite» с дубовыми листьями (2 октября 1815[3], за битву при Линьи)
- Орден Красного орла 2-го класса с дубовыми листьями (1815[4]; за набег на Виллер-Котре)
- Орден Красного орла 1-го класса с дубовыми листьями[5] (16 января 1818)

Российской империи:
- Орден Святой Анны 1-й степени (1815, Российская империя; за битву при Линьи)